# سنگ نگاره‌های خوگان
سنگ نگاره‌های خوگان در شهرستان خمین، بخش کمره، دهستان حمزه لو، روستای خوگان واقع شده و این اثر در تاریخ ۲۶ اسفند ۱۳۸۷ با شمارهٔ ثبت ۲۶۱۱۳ به‌عنوان یکی از آثار ملی ایران به ثبت رسیده است.